# Go Live
Go Live (en hangul, GO生; romanización revisada, Gosaeng) es el álbum de estudio debut del grupo surcoreano Stray Kids. Fue lanzado por JYP Entertainment el 17 de junio de 2020 y distribuido a través de Dreamus. El sencillo principal, "God's Menu",(en hangul, 神메뉴)fue lanzado el mismo día. La reedición del álbum, In Life (en hangul, IN生; romanización revisada, Insaeng) fue lanzado el 14 de septiembre de 2020, junto a ocho nuevas canciones y el sencillo principal "Back Door".

## Antecedentes y lanzamiento
El 27 de mayo de 2020, el grupo anunció en su cuenta oficial de Twitter el lanzamiento de Go Live, su primer álbum de larga duración que se lanzaría el 17 de junio de 2020. Los miembros Bang Chan, Chang-bin y Han estuvieron involucrados en la escritura y producción del álbum bajo el seudónimo 3Racha.
El título del álbum, pronunciado gosaeng (en hangul, 고생; en hanja, 苦生) se traduce como dificultad, relacionado con uno de los temas centrales del álbum. El título en inglés del álbum hace referencia al deseo del grupo de seguir avanzando y viviendo sin inhibiciones. Los miembros del grupo declararon que este proyecto involucraba la experimentación con una variedad de géneros que van desde el trap, hip hop, rock acústico y EDM.

## Recepción Comercial
Go Live debutó en la cima de la lista semanal de Gaon Album Chart, y también en el número cinco en la lista mensual con 243,462 copias vendidas, convirtiéndose en el álbum más vendido de Stray Kids. En agosto de 2020, el álbum recibió una certificación de Gaon Chart como álbum de ventas platino (vendió más de 250,000 copias), convirtiéndose en el primer álbum del grupo en lograrlo.
El sencillo "God's Menu" debutó en el número 144 en la lista de descargas semanales de Gaon,se convirtió en el primer sencillo del grupo en aparecer en la lista, y también en su primer sencillo en aparecer en una categoría principal de la lista digital de Gaon (Digital, Descarga y Streaming).

## Listado de canciones
| Lista de canciones de Go live |                                     |                                                               |                                                                   |                                               |          |  |
| N.º                           | Título                              | Música                                                        | Escritor(es)                                                      | Arreglo                                       | Duración |  |
| 1.                            | «Go Live» (GO生)                    | 3Racha, Amanda MNDR Warner, Peter Wade Keusch                 | 3Racha                                                            | Amanda MNDR Warner, Peter Wade Keusch         | 1:51     |  |
| 2.                            | «God's Menu» (神메뉴)               | 3Racha, Versachoi                                             | 3Racha                                                            | Versachoi                                     | 2:48     |  |
| 3.                            | «Easy»                              | 3Racha, Michael Daley, Mike J, Henry Oyekanmi, Mitchell Owens | 3Racha                                                            | Michael Daley, Mitchell Owens                 | 3:03     |  |
| 4.                            | «Pacemaker»                         | 3Racha, Glory Face (Full8loom), Jake K (Artiffect)            | 3Racha, Jinri (Full8loom)                                         | Glory Face, Jake K                            | 3:11     |  |
| 5.                            | «Airplane» (비행기)                 | MosPick, $un, Young Chance, Bang Chan, Changbin               | MosPick, $un, Young Chance, Bang Chan (3racha), Changbin (3racha) | MosPick, $un                                  | 3:35     |  |
| 6.                            | «Another Day» (일상)                | Han, Bang Chan                                                | Han (3Racha)                                                      | Bang Chan                                     | 2:47     |  |
| 7.                            | «Phobia»                            | Versachoi, Albin Nordqvist                                    | 3Racha, Versachoi                                                 | Versachoi                                     | 3:33     |  |
| 8.                            | «Blueprint» (청사진)                | Earattack, Eniac                                              | Lee Seu-ran, Earattack, 3Racha                                    | Earattack, Eniac                              | 4:11     |  |
| 9.                            | «Ta» (타)                           | 3Racha, Lee Hae-sol                                           | 3Racha                                                            | Lee Hae-sol                                   | 3:29     |  |
| 10.                           | «Haven»                             | Bang Chan, Versachoi                                          | Bang Chan                                                         | Bang Chan, Versachoi                          | 3:20     |  |
| 11.                           | «Top» (Tower of God OP)             | Armadillo, 3racha, Rangga, Gwon Yeong-chan                    | Armadillo, 3racha                                                 | Armadillo, Bang Chan, Rangga, Gwon Yeong-chan | 3:06     |  |
| 12.                           | «Slump» (Tower of God ED)           | Han, Bang Chan                                                | Han                                                               | Bang Chan                                     | 2:12     |  |
| 13.                           | «Mixtape: Gone Days»                | Bang Chan, Trippy                                             | Bang Chan                                                         | Giriboy, Minit                                | 3:15     |  |
| 14.                           | «Mixtape: On Track» (바보라도 알아) | Changbin, KZ, Tae Bong-ee, B.O.                               | Changbin, KZ, B.O.                                                | KZ, Tae Bong-ee                               | 3:28     |  |
| 43:49                         |                                     |                                                               |                                                                   |                                               |          |  |

| Lista de canciones de In Life |                                             |                                                           |                                        |                                       |          |  |
| N.º                           | Título                                      | Música                                                    | Escritor(es)                           | Arreglo                               | Duración |  |
| 1.                            | «The Tortoise and the Hare» (토끼와 거북이) | 3Racha, Amanda MNDR Warner, Peter Wade Keusch             | 3Racha                                 | Amanda MNDR Warner, Peter Wade Keusch | 3:44     |  |
| 2.                            | «Back Door»                                 | 3Racha, Hotsauce                                          | 3Racha                                 | Hotsauce, Bang Chan                   | 3:09     |  |
| 3.                            | «B Me»                                      | 3Racha, Earattack                                         | 3Racha, Earattack                      | Earattack, Larmook                    | 3:25     |  |
| 4.                            | «Any» (아니)                                | 3Racha, Matluck, Tele                                     | 3Racha                                 | Tele, Bang Chan                       | 2:49     |  |
| 5.                            | «Ex» (미친 놈)                              | Bang Chan, Changbin, HotSauce                             | Bang Chan, Changbin                    | HotSauce                              | 3:37     |  |
| 6.                            | «We Go» (Bang Chan, Changbin, Han)          | Bang Chan, Nick Furlong, Dallas Koehlke                   | 3Racha                                 | DallasK, Bang Chan                    | 2:38     |  |
| 7.                            | «Wow» (Lee Know, Hyunjin, Felix)            | Christopher Worthly, Massimo Del Gaudio, Andreas Ringblom | Lee Know, Hyunjin, Felix, Kass         | Andreas Ringblom                      | 3:14     |  |
| 8.                            | «My Universe» (Seungmin, I.N con Changbin)  | Iggy, Ung Kim                                             | Iggy, Ung Kim, Changbin, Seungmin, I.N | Ung Kim                               | 3:23     |  |
| 9.                            | «God's Menu»                                |                                                           |                                        |                                       | 2:48     |  |
| 10.                           | «Easy»                                      |                                                           |                                        |                                       | 3:03     |  |
| 11.                           | «Pacemaker»                                 |                                                           |                                        |                                       | 3:11     |  |
| 12.                           | «Airplane»                                  |                                                           |                                        |                                       | 3:35     |  |
| 13.                           | «Another Day»                               |                                                           |                                        |                                       | 2:47     |  |
| 14.                           | «Phobia»                                    |                                                           |                                        |                                       | 3:33     |  |
| 15.                           | «Blueprint»                                 |                                                           |                                        |                                       | 4:11     |  |
| 16.                           | «Ta»                                        |                                                           |                                        |                                       | 3:29     |  |
| 17.                           | «Haven»                                     |                                                           |                                        |                                       | 3:20     |  |
| 55:56                         |                                             |                                                           |                                        |                                       |          |  |